# Alansmia kirkii
Alansmia kirkii là một loài dương xỉ trong họ Polypodiaceae. Loài này được Parris Moguel & M. Kessler mô tả khoa học đầu tiên năm 2011.